# Ekran (satellite)

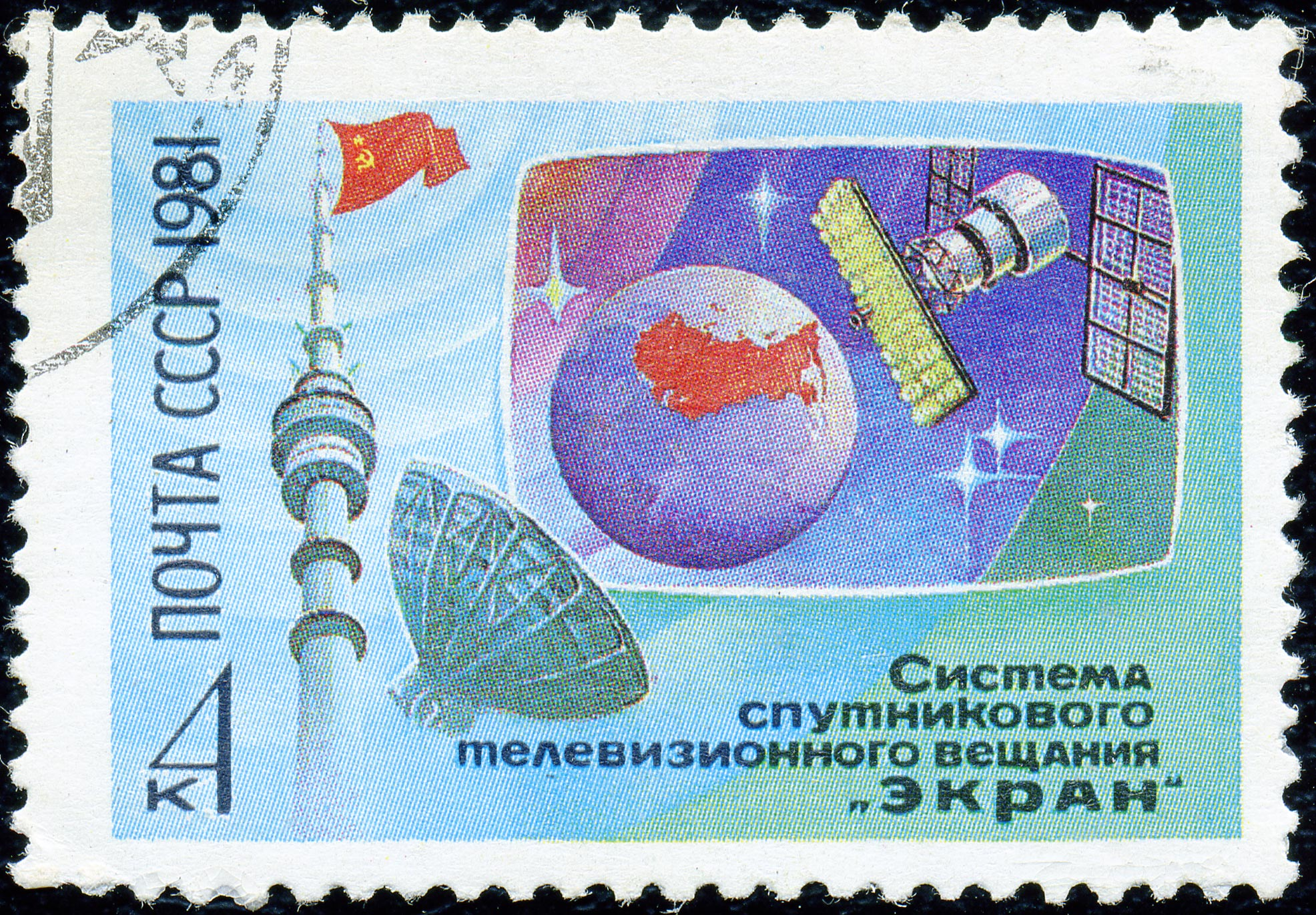
Timbre-poste soviétique dédié aux satellites de télécommunication Ekran.

Ekran (en russe : Экран, « écran ») est une famille de satellites de télécommunications soviétiques puis russes placés en orbite géostationnaire, conçus pour un système national de télévision par satellite. Le premier satellite de la série Ekran a été lancé en 1976. Chaque satellite de la série Ekran était conçu pour fournir une chaîne de télévision et deux chaîne de radio aux systèmes de télévision par câble de toute l'URSS et aux postes de radio individuels du nord de la Sibérie. La liaison descendante d’Ekran se situe dans la plage UHF.
Les premiers satellites Ekran utilisaient des positions orbitales comprises entre 48 degrés E et 95 degrés E, mais les Ekran plus récents, dont l'actuel Ekran 20, ont été positionnés à 99 degrés E. Ces satellites stabilisés 3 axes transportent un transpondeur de unique de 24 MHz, 200 W, alimentant une antenne à gain de 28 dB émettant sur une polarisation circulaire droite pour produire des PIRE en Sibérie dans la gamme de 50 à 55 dBW à 714 MHz. La liaison de connexion correspondante utilise la polarisation circulaire gauche à 6200 MHz. Par conséquent, presque tous les résidents peuvent recevoir le signal TV chez eux à partir du transpondeur d'Ekran en utilisant une simple antenne Yagi. Il existait également différents types de récepteurs satellites collectifs ou individuels, tels que Ekran KR-10, Ekran-KR-01 et Ekran. La dernière version du récepteur représente un simple décodeur TV individuel. Une version modifiée d'Ekran s'appelait Ekran-M. Les satellites Ekran ont été remplacés par des engins géostationnaires améliorés tels que Gorisont, Gals et Express.
Le 23 juin 1978, Ekran-2 a explosé à cause d'une décharge catastrophique de sa batterie, contribuant à l'augmentation du nombre de débris spatiaux sur l'orbite géostationnaire.

## Historique des lancements
27 satellites ont été lancés, tous par des Proton depuis Baïkonour,.
| Date de lancement | Désignation                            | Identifiant COSPAR | Notes |
| ----------------- | -------------------------------------- | ------------------ | ----- |
| 26 octobre 1976   | Ekran 1 (Ekran 11L)                    | 1976-107A          |       |
| 20 septembre 1977 | Ekran 2 (Ekran 12L)                    | 1977-092A          |       |
| 27 mai 1978       | Ekran (3a) (Ekran 13L)                 |                    | Échec |
| 17 août 1978      | Ekran (3b) (Ekran 15L)                 |                    | Échec |
| 17 octobre 1978   | Ekran (3c) (Ekran 14L)                 |                    | Échec |
| 21 février 1979   | Ekran 3 (Ekran 16L)                    | 1979-015A          |       |
| 3 octobre 1979    | Ekran 4 (Ekran 17L)                    | 1979-087A          |       |
| 14 juillet 1980   | Ekran 5 (Ekran 19L)                    | 1980-060A          |       |
| 26 décembre 1980  | Ekran 6 (Ekran 20L)                    | 1980-104A          |       |
| 25 juin 1981      | Ekran 7 (Ekran 21L)                    | 1981-061A          |       |
| 5 février 1982    | Ekran 8 (Ekran 22L)                    | 1982-009A          |       |
| 22 juillet 1982   | Ekran (9a) (Ekran 23L)                 |                    | Échec |
| 16 septembre 1982 | Ekran 9 (Ekran 24L)                    | 1982-093A          |       |
| 12 mars 1983      | Ekran 10 (Ekran 18L)                   | 1983-016A          |       |
| 29 septembre 1983 | Ekran 11 (Ekran 25L)                   | 1983-100A          |       |
| 16 mars 1984      | Ekran 12 (Ekran 26L)                   | 1984-028A          |       |
| 24 août 1984      | Ekran 13 (Ekran 27L)                   | 1984-090A          |       |
| 22 mars 1985      | Ekran 14 (Ekran 28L)                   | 1985-024A          |       |
| 24 mai 1986       | Ekran 15 (Ekran 30L)                   | 1986-038A          |       |
| 3 septembre 1987  | Ekran 16 (Ekran 29L)                   | 1987-073A          |       |
| 6 mai 1988        | Ekran 17 (Ekran 31L)                   | 1988-036A          |       |
| 30 janvier 1987   | Kosmos 1817 (Ekran-M (1), Ekran-M 11L) | 1987-010A          | Échec |
| 27 décembre 1987  | Ekran-M 1 (Ekran-M 13L)                | 1987-109A          |       |
| 10 décembre 1988  | Ekran-M 2 (Ekran-M 12L)                | 1988-108A          |       |
| 9 août 1990       | Ekran-M (3) (Ekran-M 14L)              |                    | Échec |
| 30 octobre 1992   | Ekran-M 3 (Ekran-M 15L)                | 1992-074A          |       |
| 7 avril 2001      | Ekran-M 4 (Ekran-M 18L)                | 2001-014A          |       |